# 中村仁 (実業家)
中村 仁（なかむら ひとし、1969年10月10日 - ）は、日本の実業家、株式会社トレタ代表取締役・CEO。

## 人物・経歴
1969年10月10日生まれ。東京都板橋区出身。1992年、立教大学社会学部卒業。大学卒業後、松下電器産業に入社し、テレビ事業に携わった。
その後、外資系広告代理店を経て、2000年に独立し、西麻布で飲食店を開業。「西麻布 壌」は立ち飲みブームのきっかけをつくり、高級とんかつ専門店「とんかつ 西麻布 豚組」（2005年）、高級豚しゃぶ店「豚組 しゃぶ庵」（2007年）では、Twitterを活用した集客が評価され「外食アワード2010」（外食産業記者会）を受賞。
2011年に、料理写真共有アプリ「ミイル」のサービスを開始。2013年には、飲食店向け予約システムの開発を手掛ける株式会社トレタを創業し、代表取締役に就任。2022年2月には、総額20.3億円の資金調達を実施した。
2015年より外食産業の未来とITを考えるイベント「FOODIT TOKYO」を企画、実行委員長を務める。2018年11月「無断キャンセル対策推進協議会」を立ち上げ、理事長に就任。

## 主な著書
- 『外食逆襲論』幻冬舎 2019年
- 『小さなお店のツイッター繁盛論 お客様との絆を生む１４０文字の力』日本実業出版社 2010年
- 『右向け左の経営術―常識と戦え!』グラフ社 2008年